# Hellmut Handl
Hellmut Handl oftmals auch falsch geschrieben Helmut Handl (* 23. Juli 1920 in Hohenau an der March, Niederösterreich; † 30. Juli 2012 in Litschau, Niederösterreich) war ein österreichischer Mediziner, Chirurg und Künstler. Er war Träger des silbernen Ehrenkreuzes des Landes Niederösterreich und des Pro Merito Verdienstordens sowie Ehrenbürger von Litschau.

## Leben
Hellmut Handl war der erste Sohn des Landesschulinspektors Hans Handl und dessen Ehefrau Grete. Seine Schulzeit absolvierte er in St. Pölten. Nach Abschluss der Schulzeit begann er sein Studium der Medizin in Wien. Durch den Ausbruch des Zweiten Weltkriegs wurde seine Studienzeit erschwert und er musste unter großem Druck sein Studium in Mindestzeit absolvieren, da sonst der Wehrdienst drohte. Kriegsbedingt erfolgte seine Promotion 1941 in Berlin. Während der Jahre 1941 bis 1945 war er als Lazarettarzt in Russland und Frankreich tätig. Nach dem Zweiten Weltkrieg konnte Hellmut Handl in seine Heimat zurückkehren und ließ sich in Wien nieder. Nach der Hochzeit mit Gertrude Kalisch 1951 legte er 1953 den Grundstein für eine chirurgische Praxis, die bis heute besteht. Am 28. Dezember 1953 kam sein Sohn zur Welt. Viele Jahre arbeitete er als Primararzt im St. Josef Krankenhaus in Wien-Hietzing. Er publizierte zahlreiche Studien und führte auch erste ästhetische Operationen durch.
Hellmut Handl war ein begeisterter Reiter und so zog es ihn Ende der 1960er Jahre nach Litschau, Niederösterreich. Dort lebte er in der Seepromenade am Herrensee. Einige Jahre später erwarb er ein vom Verfall bedrohtes Bauernhaus in Schönau bei Litschau und begann mit seiner künstlerischen Tätigkeit. Hellmut Handl war maßgeblich an der Renovierung der katholischen Pfarrkirche Hl. Michael beteiligt und außerdem auch künstlerischer Gestalter der Unterkirche (Credo-Kapelle). Bis ins hohe Alter arbeitete er künstlerisch und war sehr an der Astronomie interessiert, die auf viele seiner Werke Einfluss nahm.

## Künstlerisches Schaffen
Sein künstlerisches Schaffen konzentrierte sich vorrangig auf die Region um Litschau. So schuf er eine Darstellung des Hl. Nepomuk am Ufer des Reißbaches in Schönau, bestehend aus einem Granitstein, auf dem die aus Eisen gefertigten Konturen Johannes Nepomuks angebracht sind. Hellmut Handl gestaltete den Altar der Pfarrkirche Hl. Michael und arbeitete an zahlreichen Restaurierungen der Pfarrkirche mit. Auch im Gemeinderatssaal von Litschau hängt eine seiner Darstellungen von Litschau.

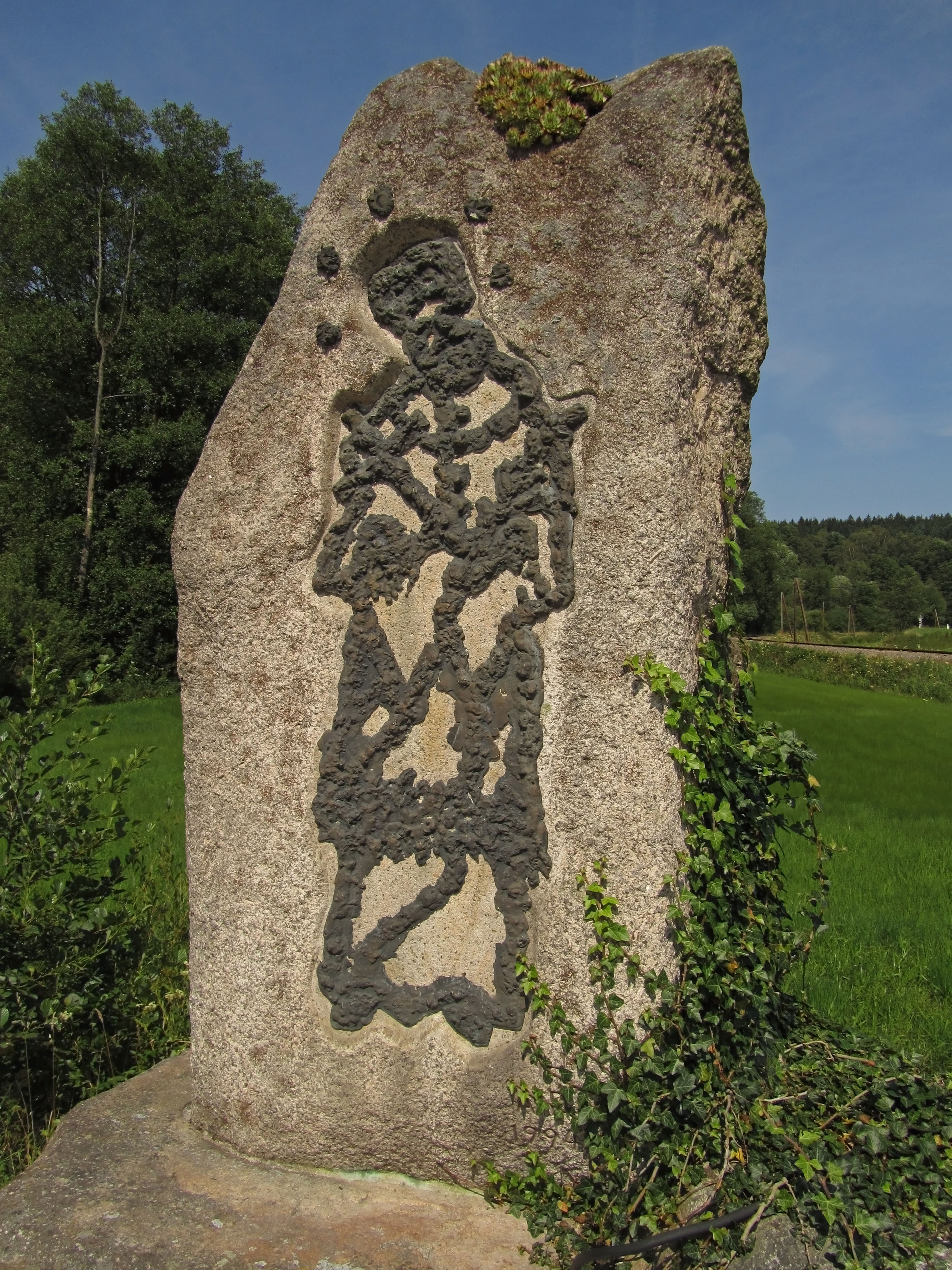
Hl. Nepomuk am Reißbach in Schönau bei Litschau